# Amietophrynus cristiglans
Amietophrynus cristiglans е вид земноводно от семейство Крастави жаби (Bufonidae).

## Разпространение
Видът е разпространен в Сиера Леоне.